# The Aquabats
The Aquabats (também escrito The Aquabats!) é uma banda americana de rock formada em 1994 em Huntington Beach, Califórnia. Pela história do grupo, já houve várias modificações na formação da banda, restando somente o vocalista MC Bat Commander e o baixista Crash McLarson como membros fixos. O trabalho inicial da banda era bastante influenciado pela terceira onda do ska, com elementos de surf rock e punk rock. Com o tempo, sem som passou para influências de new wave, com amplo uso de sintetizador.

## Discografia

### Álbuns de estúdio
- 1995 - The Return of The Aquabats[2]
- 1997 - The Fury of The Aquabats![3]
- 1999 - The Aquabats vs. the Floating Eye of Death! and Other Amazing Adventures Vol. 1[4]
- 2005 - Charge!![5]
- 2011 - Hi-Five Soup![6]

### EPs
- 2004 - Yo! Check Out This Ride! EP
- 2010 - Radio Down![7]

### Compilações
- 2000 - Myths, Legends and Other Amazing Adventures Vol. 2[8]

## Videografia

### Videoclipes
| Ano  | Título             | Álbum                       |
| ---- | ------------------ | --------------------------- |
| 1995 | "CD Repo Man"      | The Return of the Aquabats! |
| 1997 | "Super Rad!"       | The Fury of the Aquabats!   |
| 2005 | "Fashion Zombies!" | Charge!!                    |

### Vídeos
| Ano  | Título               | Gravadora        | Formato  |
| ---- | -------------------- | ---------------- | -------- |
| 2003 | Serious Awesomeness! | Fearless Records | DVD      |
| 2006 | Charge!!             | Nitro Records    | CD & DVD |